# Natrita
La natrita és un mineral de la classe dels carbonats. Va rebre el seu nom l'any 1982 per Alexander Petrovich Khomyakov per la seva composició química.

## Característiques
La natrita és un carbonat de fórmula química Na₂CO₃. S'altera ràpidament en contacte amb l'aire a termonatrita. Cristal·litza en el sistema monoclínic. Forma cristalls de fins a 1 cm en petits filons, i masses granulars denses. La seva duresa a l'escala de Mohs es troba entre 1 i 1,5, sent un mineral molt tou.
Segons la classificació de Nickel-Strunz, la natrita pertany a «05.AA - Carbonats alcalins, sense anions addicionals, sense H₂O» juntament amb els següents minerals: zabuyelita, gregoryita, nahcolita, kalicinita, teschemacherita i wegscheiderita.

## Formació i jaciments
És una espècie descrita a partir del material trobat a tres localitats russes l'any 1982: a Olenii Ruchei i al mont Rasvumchorr Mt, al massís de Khibiny, i al mont Karnasurt, al massís de Lovozero. És localment abundant en perforacions profundes en pegmatites que es troben en massissos alcalins diferenciats. Es troba també en xenòlits de sodalita associats amb un complex alcalí intrusiu de gabre-sienita. Sol trobar-se associada a altres minerals com: termonatrita, vinogradovita, shortita, pirssonita, gaylussita, nacafita, natrosilita, vil·liaumita, neighborita, rasvumita, lomonosovita, pectolita, sodalita, fluorcafita i molts altres minerals.